# 24. Reserve-Division (2. Königlich Sächsische)
Die 24. Reserve-Division (2. Königlich Sächsische) war ein Großverband der Sächsischen Armee im Ersten Weltkrieg.

## Gliederung

### Kriegsgliederung bei Mobilmachung 1914
- 47. Reserve-Infanterie-Brigade
  - Reserve-Infanterie-Regiment Nr. 104
  - Reserve-Infanterie-Regiment Nr. 106
  - Reserve-Jäger-Bataillon Nr. 13
- 48. Reserve-Infanterie-Brigade
  - Reserve-Infanterie-Regiment Nr. 107
  - Reserve-Infanterie-Regiment Nr. 133
- Sächsisches Reserve-Ulanen-Regiment
- Reserve-Feld-Artillerie-Regiment Nr. 24
- 1. und 2. Kompanie/Reserve-Pionier-Bataillon Nr. 12

### Kriegsgliederung vom 7. April 1918
- 48. Reserve-Infanterie-Brigade
  - Reserve-Grenadier-Regiment Nr. 104
  - Reserve-Infanterie-Regiment Nr. 107
  - Reserve-Infanterie-Regiment Nr. 133
  - MG-Scharfschützen-Abteilung Nr. 50
  - 3. Eskadron/Sächsisches Husaren-Reserve-Regiment
- Artillerie-Kommandeur Nr. 120
  - 6. Feldartillerie-Regiment Nr. 68
  - I. Bataillon/Bayerisches 1. Feldartillerie-Regiment „Prinzregent Luitpold“
- Pionier-Bataillon Nr. 324
- Divisions-Nachrichten-Kommandeur Nr. 424

## Geschichte
Die Division wurde im Rahmen der Mobilmachung zu Beginn des Ersten Weltkriegs am 2. August 1914 gebildet. Von August 1914 bis zum Frühjahr war die Division im Rahmen des XII. Reservekorps (General Hans von Kirchbach) an der Westfront eingesetzt. Von Mai bis Oktober 1917 kämpfte sie in Galizien an der Ostfront und kehrte dann für das letzte Kriegsjahr an die Westfront zurück.

### Gefechtskalender

#### 1914
- 23. bis 24. August --- Schlacht bei Dinant
- 24. bis 27. August --- Eingreifen der 3. Armee in den Kampf der 2. Armee bei Namur in Richtung Mettet-Philippeville und anschließende Verfolgung in südwestlicher und südlicher Richtung bis an die Sormonne
- 26. bis 31. August --- Belagerung und Einnahme von Givet
- 31. August bis 3. September --- Schlacht an der Aisne und Verfolgung bis über die Marne
- 6. bis 10. September --- Schlacht bei Fère-Champenoise
- 12. September bis 19. Dezember --- Stellungskämpfe in der Champagne
- 20. bis 30. Dezember --- Schlacht bei Souain, Perthes-lès-Hurlus und Beauséjour
- 31. Dezember bis 7. Januar --- Stellungskämpfe in der Champagne

#### 1915
- 8. bis 13. Januar --- Schlacht bei Perthes-lès-Hurlus und Beauséjour
- 14. bis 31. Januar --- Stellungskämpfe in der Champagne
- 1. bis 5. Februar --- Schlacht bei Perthes-lès-Hurlus und Massiges
- 6. bis 15. Februar --- Stellungskämpfe in der Champagne
- 16. bis 19. Februar --- Schlacht bei Perthes-lès-Hurlus und Beauséjour
- 21. Februar bis 20. März --- Winterschlacht in der Champagne
- 21. März bis 21. September --- Stellungskämpfe in der Champagne
- 22. September bis 3. November --- Herbstschlacht in der Champagne
- 4. November bis 31. Dezember --- Stellungskämpfe in der Champagne

#### 1916
- 1. Januar bis 10. Juli --- Stellungskämpfe in der Champagne
- 11. Juli bis 16. September --- Schlacht an der Somme
- 17. September bis 15. November --- Stellungskämpfe in Flandern und Artois
- 16. bis 26. November --- Schlacht an der Somme
- 27. November bis 16. Dezember --- Stellungskämpfe an der Somme
- 17. Dezember bis 30. März --- Stellungskämpfe in Flandern und Artois

#### 1917
- 30. März bis 13. April --- Reserve der OHL bei der 4. Armee
- 13. April bis 26. April --- Stellungskämpfe an der Yser
- 26. April bis 2. Mai --- Abtransport nach dem Osten
- 2. Mai bis 28. Juni --- Stellungskämpfe an der Narajowka, zwischen Narajowka und Zlota Lipa und an der Ceniowka
- 29. Juni bis 3. Juli --- Abwehr der russischen Sommeroffensive
- 4. bis 20. Juli --- Stellungskämpfe an der Narajowka, zwischen Narajowka und Zlota Lipa und an der Ceniowka
- 21. bis 30. Juli --- Verfolgungskämpfe in Ostgalizien
- 31. Juli bis 2. August --- Kämpfe um den Zbrucz und zwischen Zbrucz und Sereth
- 3. August bis 23. Oktober --- Stellungskämpfe am Zbrucz
- 24. Oktober bis 1. November 1917 --- Transport nach dem Westen
- 1. bis 30. November --- Herbstschlacht in Flandern
- 30. November bis 7. Dezember --- Schlacht von Cambrai
- 8. Dezember bis 20. März --- Kämpfe in der Siegfriedstellung und Vorbereitung auf die Große Schlacht in Frankreich, Stellungskämpfe im Artois, Aufmarsch

#### 1918
- 21. März bis 6. April --- Große Schlacht in Frankreich
- 7. April bis 19. Juli --- Kämpfe zwischen Arras und Albert
- 20. bis 25. Juli --- Abwehrschlacht zwischen Soissons und Reims
- 26. Juli bis 3. August --- Bewegliche Abwehrschlacht zwischen Marne und Vesle
- 4. August bis 3. September --- Stellungskämpfe an der Vesle
- 3. bis 18. September --- Kämpfe vor der Siegfriedfront
- 19. bis 27. September --- Kämpfe in der Siegfriedstellung
- 28. September bis 9. Oktober --- Stellungskämpfe nördlich der Ailette
- 10. bis 12. Oktober --- Kämpfe vor der Hunding- und Brunhildfront
- 13. Oktober bis 4. November --- Kämpfe in der Hundingstellung
- 5. bis 11. November --- Rückzugskämpfe vor der Antwerpen-Maas-Stellung
- ab 12. November --- Räumung des besetzten Gebietes und Marsch in die Heimat

## Kommandeure
| Dienstgrad      | Name                    | Datum                                |
| --------------- | ----------------------- | ------------------------------------ |
| Generalleutnant | Oskar von Ehrenthal     | 2. August 1914 bis 31. März 1916     |
| Generalmajor    | Max Morgenstern-Döring  | 1. April 1916 bis 29. Januar 1918    |
| Generalmajor    | Martin von Oldershausen | 30. Januar bis 2. November 1918      |
| Generalmajor    | Alfred Müller           | 3. November 1918 bis 10. Januar 1919 |